# Серія D
Серія D — одна з футбольних ліг Італії. Має 4 рівень в системі футбольних ліг країни. До 1976 року займала 4 місце. Заснована у 1948 році під назвою Проміціоне.

## Будова
З 1990-х років мала 162 команди розділені на 9 груп за географічним поділом. У кожній по 18 команд. Але з 2010 року команд стало 167. Після цього в групах A і B було по 20 команд, а в групі I — 19.
Кожна група об'єднує в собі декілька регіонів:
- Група А — П'ємонт, Лігурія, Валле-д'Аоста;
- Група B — Ломбардія, Венеція, Трентіно-Альто-Адідже;
- Група C — Венеція, Фріулі-Венеція-Джулія;
- Група D — Ломбардія, Емілія-Романья, Тоскана;
- Група E — Тоскана, Умбрія;
- Група F — Емілія-Романья, Марке, Абруццо, Молізе;
- Група G — Лаціо, Сардинія;
- Група H — Кампанія, Апулія, Базиліката;
- Група I — Кампанія, Калабрія, Сицилія.

## Переможці
| Сезон     | Чемпіон                        |
| --------- | ------------------------------ |
| 1952—1953 | «Катандзаро»                   |
| 1953—1954 | «Барі»                         |
| 1954—1955 | «Коллеферо»                    |
| 1955—1956 | «Сієна»                        |
| 1956—1957 | «Равенна»                      |
| 1957—1958 | «Козенца», «Мантова», «Спеція» |
| 1992—1993 | «Євробілдінг Кревалькоре»      |
| 1993—1994 | «Про Верчеллі»                 |
| 1994—1995 | «Таранто»                      |
| 1995—1996 | «Кастель-Сан-П'єтро-Терме»     |
| 1996—1997 | «Бьєлла»                       |
| 1997—1998 | «Джул'яно»                     |
| 1998—1999 | «Ланчано»                      |
| 1999—2000 | «Санджованнезе»                |
| 2000—2001 | «Пальмезе»                     |
| 2001—2002 | «Ольбія»                       |
| 2002—2003 | «Кавезе»                       |
| 2003—2004 | «Массезе»                      |
| 2004—2005 | «Бассано Віртус»               |
| 2005—2006 | «Паганезе»                     |
| 2006—2007 | «Темпіо»                       |
| 2007—2008 | «Аверса Норманна»              |
| 2008—2009 | «Про Васто»                    |
| 2009—2010 | «Монтик'ярі»                   |
| 2010—2011 | «Кунео»                        |
| 2011—2012 | «Венеція»                      |
| 2012—2013 | «Іск'я Ізолаверде»             |
| 2013—2014 | «Порденоне»                    |
| 2014—2015 | «Сієна»                        |